# Wariag (1899)
Wariag (ros. Варяг) – rosyjski krążownik pancernopokładowy z początku XX wieku, wsławiony podczas wojny rosyjsko-japońskiej, jeden z najsłynniejszych okrętów carskiej floty rosyjskiej. Zatopiony w 1904 roku pod Czemulpo, służył po podniesieniu jako japoński okręt szkolny Soya, po czym ponownie wrócił pod banderę rosyjską. Nazwę „Wariag” od hist. pol. Wareg, nosiły też inne okręty rosyjskie.

## Historia
Był to jeden z trzech podobnych krążowników pancernopokładowych średniej wielkości, zamówionych w ramach programu z 1898 roku w różnych stoczniach zagranicznych specjalnie dla służby na Dalekim Wschodzie (pozostałe to „Askold” i „Bogatyr’”). „Wariag” zamówiony został 11 kwietnia 1898, jeszcze przed rozstrzygnięciem rozpisanego w tym celu konkursu, w amerykańskiej stoczni William Cramp & Sons w Filadelfii (łącznie z pancernikiem „Retwizan”).
11 stycznia 1899 roku okręt został wciągnięty na listę floty i otrzymał nazwę „Wariag”. Oficjalne rozpoczęcie budowy miało miejsce 10 maja 1899, w rzeczywistości rozpoczęto ją już pod koniec 1898. Okręt wodowano 19 października 1899, a oficjalnie wszedł do służby we flocie rosyjskiej 2 stycznia 1901, klasyfikowany oficjalnie jako krążownik I rangi (daty w kalendarzu juliańskim).

## Ocena konstrukcji
Będąc na owe czasy nowoczesnym i ogólnie udanym okrętem, „Wariag” był uważany za nieco mniej udany od pozostałych dwóch krążowników programu 1898, był przy tym najdroższy z nich (cena z wyposażeniem ok. 6 milionów rubli). W porównaniu z nimi miał gorsze rozmieszczenie takiej samej liczby 12 dział artylerii głównej (po sześć dział na burtach, z tego po dwa działa na pokładzie dziobowym i rufowym obok siebie), przez co salwę burtową stanowiło jedynie 6 dział („Askold” – 7 i „Bogatyr” – 8). W kierunkach wprost na dziób i rufę mogły natomiast teoretycznie strzelać po 4 działa, co dawało mu tylko niewielką przewagę nad „Askoldem”. W przeciwieństwie do pozostałych krążowników, działa „Wariaga” dla zmniejszenia masy nie miały masek pancernych i nie były niczym chronione. Jego napęd, oparty na kotłach parowych Niclausse’a, był z kolei bardziej zawodny. „Wariag” miał największą wyporność, przez co jednak miał lepszą odporność konstrukcji kadłuba oraz dzielność morską od „Askolda”, miał także lepsze warunki przebywania i służby załogi. Wszystkie okręty były dość szybkie – „Wariag” w warunkach prób osiągnął największą prędkość 24,59 węzła, a na próbach 12-godzinnych 23,18 w przy mocy 19 602 KM (w trakcie eksploatacji i na skutek kłopotów z siłownią prędkość jednak spadła). „Wariag” znacznie przewyższał zamówione wcześniej rosyjskie krążowniki typu Diana. Był też silniejszy od japońskich krążowników pancernopokładowych, które jednak były znacznie mniejsze i tańsze. Ocenia się mimo to, że sama koncepcja stosunkowo dużych krążowników pancernopokładowych rozwijanych przez Rosję dla potrzeb Dalekiego Wschodu, z myślą o zwalczaniu żeglugi, była chybiona z powodu ich niewielkiej odporności, a doświadczenia wojny wykazały znacznie większą wartość bojową krążowników pancernych.

## Służba
Okręt wszedł do służby we flocie rosyjskiej 15 stycznia 1901 (2 stycznia jul.), po czym w maju popłynął do Rosji. We wrześniu tego roku został skierowany przez Kanał Sueski na Daleki Wschód i w marcu 1902 przypłynął do bazy floty rosyjskiej w Port Artur, wchodząc w skład Eskadry Oceanu Spokojnego. W marcu 1903 dowództwo objął komandor Wsiewołod F. Rudniew. W styczniu 1904 roku „Wariag” został wysłany do koreańskiego portu Czemulpo (obecnie Incheon) jako okręt stacjonujący tam w celu reprezentacji interesów rosyjskich.

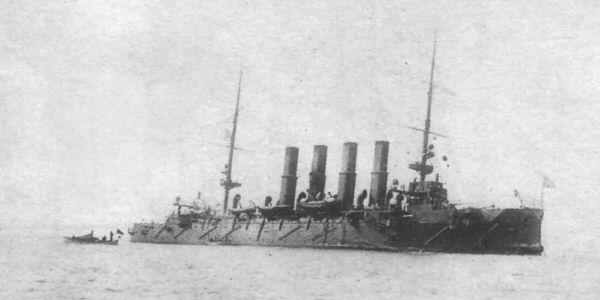
Uszkodzony „Wariag”, z przechyłem, po bitwie pod Czemulpo

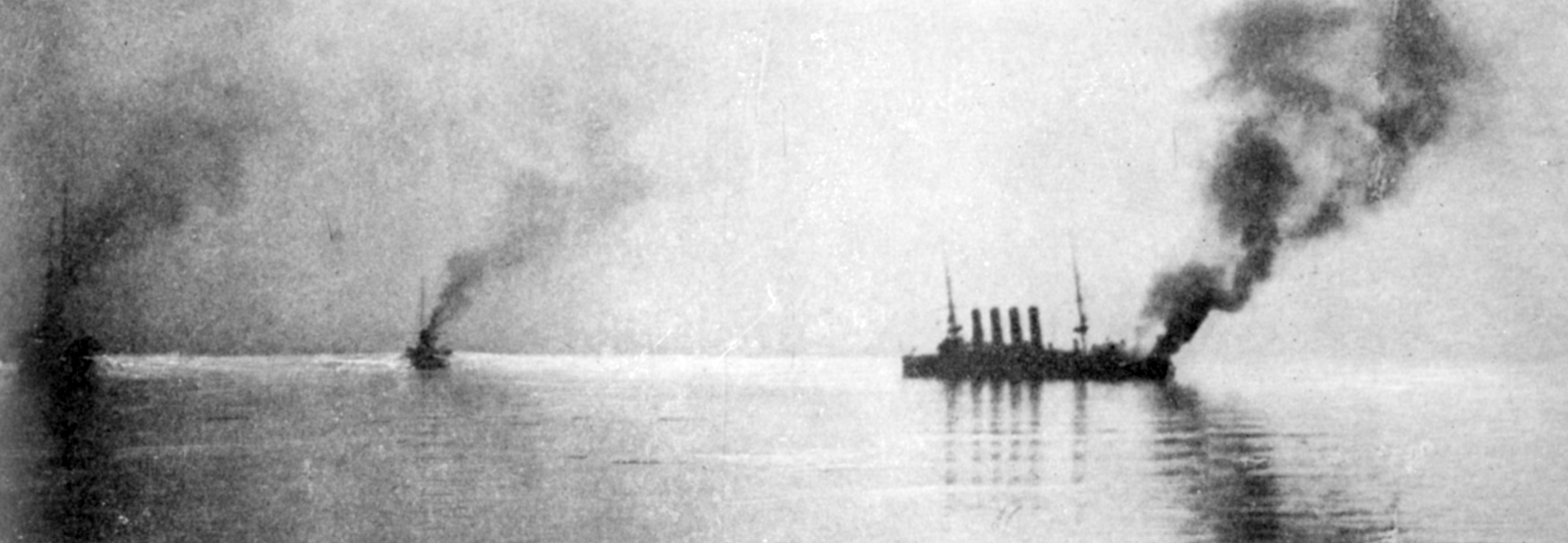
Płonący „Wariag” w porcie Czemulpo

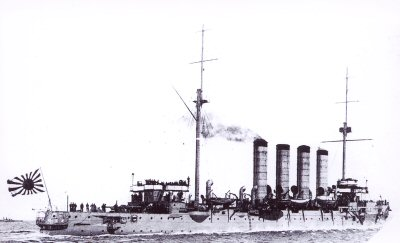
„Wariag” w japońskiej służbie jako „Soya”

Z chwilą rozpoczęcia przez Japonię wojny z Rosją, 9 lutego 1904 „Wariag” został zablokowany w Czemulpo przez eskadrę 6 krążowników japońskich. Odrzucając możliwość poddania się, dowódca „Wariaga”, kapitan Wsiewołod Rudniew, wypłynął z portu wraz ze starą kanonierką „Koriejec” i podjął walkę z przeważającym przeciwnikiem. „Wariag” otrzymał 12–14 trafień i utracił 33 zabitych i 97 rannych członków załogi. Po godzinnej walce, nie mając szans na przedarcie się, uszkodzony „Wariag” powrócił na redę portu, gdzie został samozatopiony przez załogę. „Wariag” stał się następnie jednym z symboli rosyjskiej floty, upamiętnionym w napisanym przez Rudolfa Greintza wierszu Der Wariag, który przetłumaczony później na rosyjski, stał się popularną pieśnią. Według niektórych autorów, dowódca „Wariaga” zamiast podejmować bitwę, powinien był pozostawić w Czemulpo starą kanonierkę i samemu podjąć próbę przedarcia się do Port Artur. Próba taka miałaby szanse na powodzenie z uwagi na szybkość nowoczesnego krążownika, większą od starszych okrętów zespołu japońskiego.
Przez 1904 i 1905 rok Japończycy prowadzili prace nad podniesieniem „Wariaga”, zatopionego na płytkiej wodzie, uwieńczone powodzeniem dopiero 8 sierpnia 1905 roku (koszt prac wyniósł ponad milion jenów). Po remoncie w Yokosuce w latach 1906–1907 został wcielony do służby japońskiej jako okręt szkolny „Soya”. Nieco zmieniła się forma nadbudówek i kominów. Działa kalibru 75 mm wymieniono na 76 mm Armstronga, zdjęto lekkie działa i trzy wyrzutnie torped. 
„Soya” wszedł 7 września 1908 roku w skład eskadry szkolnej Akademii Morskiej w Yokosuce i w latach 1909–1915 odbył pięć  zagranicznych rejsów szkolnych z kadetami. W pierwszym rejsie, od 14 marca do 7 sierpnia 1909 roku, z 36. rocznikiem Akademii, wraz z krążownikiem pancernym „Aso” (dawnym rosyjskiego „Bajana”) odwiedził Hawaje i Amerykę Północną (m.in. San Francisco, Vancouver i Seattle). W ciągu kolejnych trzech lat okręty te dwukrotnie odwiedziły Australię i Azję południowo-wschodnią (1 lutego – 3 lipca 1910 roku z 37. rocznikiem Akademii i 25 listopada 1911 – 28 marca 1912 roku z 39. rocznikiem Akademii). Kolejny rejs, od 5 grudnia 1912 do 21 kwietnia 1913 roku, w ten sam rejon, z 40. rocznikiem Akademii, „Soya” odbył z krążownikiem pancernym „Azuma”, po czym został wycofany z eskadry szkolnej. Po ponownym przydzieleniu do eskadry szkolnej na okres od 1 grudnia 1914 roku do 1 września 1915 roku, „Soya” wraz z „Aso” odbył ostatni rejs w rejon Australii i Azji południowo-wschodniej (20 kwietnia – 23 sierpnia 1915 roku z 42. rocznikiem Akademii).
W 1916 roku podczas I wojny światowej, okręt został odsprzedany Rosji dla wzmocnienia flotylli Oceanu Lodowatego (wraz z byłymi pancernikami „Połtawa” i „Pierieswiet”) i ponownie wszedł do rosyjskiej służby 5 kwietnia 1916 roku (22 marca według kalendarza juliańskiego) pod dawną nazwą „Wariag”. Po remoncie we Władywostoku, w czerwcu wyruszył przez Ocean Indyjski i Morze Śródziemne do miejsca przeznaczenia – Zatoki Kolskiej, gdzie przybył 16 listopada 1916 (kal. jul.). Ponieważ jednak jego stan techniczny był kiepski, 15 lutego 1917 roku (kal. jul.) został skierowany na remont do Wielkiej Brytanii i w marcu dokowany w Birkenhead. 8 grudnia 1917 roku, na skutek rewolucji w Rosji, okręt został zarekwirowany przez rząd brytyjski, po czym przeznaczony na hulk. W 1920 roku postanowiono sprzedać okręt w celu zezłomowania. Podczas transportu wpadł na mieliznę w pobliżu Szetlandów. Okręt ostatecznie rozebrano na miejscu w 1925.

## Dane techniczne
- wyporność:
  - normalna – 6500 t (projektowa)
  - pełna – 7022 t[6]
- wymiary:
  - długość całkowita: 129,56 m
  - długość na linii wodnej: 127,8 m
  - szerokość: 15,9 m
  - zanurzenie: 6 m
- siłownia: 30 kotłów parowych Niclausse’a, opalanych węglem, 2 czterocylindrowe maszyny parowe potrójnego rozprężania, 2 śruby napędowe
- moc: 15 925 KM
- prędkość maksymalna: 24,5 węzły (faktyczna w październiku 1903 – 20,5 w., ponieważ kotły zastosowane na okręcie były w tak fatalnym stanie, że okręt nie mógł pływać szybciej)
- zasięg: 5720 Mm przy prędkości 10 w.
- załoga: 580 ludzi

Uzbrojenie:
- 12 dział kaliber 152 mm Canet wz. 1891, w odkrytych stanowiskach na burtach, dziobie i rufie (12 × 1)
  - długość lufy L/45 (45 kalibrów), masa pocisku 41,5 kg, donośność 11 100 m, zapas amunicji po 199 pocisków na działo
- 12 dział 75 mm Canet wz. 1891, w stanowiskach na burtach, dziobie i rufie (12 × 1)
  - długość lufy L/50, zapas amunicji po 250 pocisków na działo
- 8 dział 47 mm Hotchkiss (2 można było ustawić na kutrach parowych)
- 2 działa 37 mm Hotchkiss (można było je ustawić na kutrach parowych)
- 2 ckm 7,62 mm Maxim
- + 2 działa 63,5 mm Baranowskiego wz. 1882 dla oddziałów desantowych
- 6 wyrzutni torpedowych 381 mm (stałe nadwodne: dziobowa i rufowa, ruchome nadwodne: 4 burtowe), 12 torped (być może w rzeczywistości wyrzutnie miały kaliber 450 mm)
- 2 kutry parowe z miotaczami min
- 35 min morskich

Opancerzenie
- pokład pancerny: 38 mm
- skosy pokładu pancernego: 76 mm
- stanowisko dowodzenia: 152 mm
- masa pancerza: 588 t.